# Pro Cavese Calcio 1990-1991
Questa pagina raccoglie le informazioni riguardanti la Pro Cavese Calcio nelle competizioni ufficiali della stagione 1990-1991.

## Rosa
| N. |                   | Ruolo | Calciatore         |
| -- | ----------------- | ----- | ------------------ |
|    | Italia (bandiera) | D     | Guglielmo Accardi  |
|    | Italia (bandiera) | D     | Giuseppe Albano    |
|    | Italia (bandiera) | C     | Luciano Carafa     |
|    | Italia (bandiera) | P     | Vincenzo Criscuolo |
|    | Italia (bandiera) | A     | Matteo Di Santi    |
|    | Italia (bandiera) | C     | Giovanni Lanzara   |
|    | Italia (bandiera) | A     | Antonio La Rocca   |
|    | Italia (bandiera) | C     | Sandro Luciano     |
|    | Italia (bandiera) | D     | Franco Merendi     |
|    | Italia (bandiera) | C     | Guido Missano      |
|    | Italia (bandiera) | P     | Paolo Onorati      |
|    | Italia (bandiera) | A     | Armando Ortoli     |

| N. |                   | Ruolo | Calciatore           |
| -- | ----------------- | ----- | -------------------- |
|    | Italia (bandiera) | A     | Aurelio Pagano       |
|    | Italia (bandiera) | A     | Pierluigi Pierozzi   |
|    | Italia (bandiera) | D     | Adriano Polenta      |
|    | Italia (bandiera) | A     | Davide Ricci         |
|    | Italia (bandiera) | A     | Maurizio Ruocco      |
|    | Italia (bandiera) | D     | Giovanni Schettini   |
|    | Italia (bandiera) | C     | Marco Scorsini       |
|    | Italia (bandiera) | C     | Attilio Sorbi        |
|    | Italia (bandiera) | A     | Francesco Sorrentino |
|    | Italia (bandiera) | A     | Bruno Spinelli       |
|    | Italia (bandiera) | D     | Massimo Spinelli     |
|    | Italia (bandiera) |       | Trezza               |

## Risultati

### Campionato

#### Girone di andata
| 16 settembre 1990 1ª giornata | Pro Cavese | 3 – 3 | Ostia Mare |  |

| 23 settembre 1990 2ª giornata | Acireale | 2 – 0 | Pro Cavese |  |

| 30 settembre 1990 3ª giornata | Pro Cavese | 1 – 0 | Kroton |  |

| 7 ottobre 1990 4ª giornata | Atletico Leonzio | 0 – 0 | Pro Cavese |  |

| 14 ottobre 1990 5ª giornata | Savoia | 3 – 0 | Pro Cavese |  |

| 21 ottobre 1990 6ª giornata | Pro Cavese | 0 – 0 | Astrea |  |

| 4 novembre 1990 7ª giornata | Castel di Sangro | 0 – 0 | Pro Cavese |  |

| 11 novembre 1990 8ª giornata | Pro Cavese | 1 – 1 | Celano |  |

| 18 novembre 1990 9ª giornata | Enna | 0 – 0 | Pro Cavese |  |

| 25 novembre 1990 10ª giornata | Pro Cavese | 0 – 0 | Latina |  |

| 2 dicembre 1990 11ª giornata | Pro Cavese | 0 – 0 | Ischia Isolaverde |  |

| 9 dicembre 1990 12ª giornata | Turris | 1 – 2 | Pro Cavese |  |

| 16 dicembre 1990 13ª giornata | Pro Cavese | 3 – 0 | Sangiuseppese |  |

| 30 dicembre 1990 14ª giornata | Formia | 0 – 0 | Pro Cavese |  |

| 6 gennaio 1991 15ª giornata | Pro Cavese | 1 – 0 | Lodigiani |  |

| 13 gennaio 1991 16ª giornata | Potenza | 0 – 0 | Pro Cavese |  |

| 20 gennaio 1991 17ª giornata | Pro Cavese | 1 – 0 | Vigor Lamezia |  |

#### Girone di ritorno
| 3 febbraio 1991 18ª giornata | Ostia Mare | 0 – 0 | Pro Cavese |  |

| 10 febbraio 1991 19ª giornata | Pro Cavese | 2 – 2 | Acireale |  |

| 17 febbraio 1991 20ª giornata | Kroton | 1 – 2 | Pro Cavese |  |

| 24 febbraio 1991 21ª giornata | Pro Cavese | 1 – 2 | Atletico Leonzio |  |

| 3 marzo 1991 22ª giornata | Pro Cavese | 2 – 1 | Savoia |  |

| 17 marzo 1991 23ª giornata | Astrea | 1 – 1 | Pro Cavese |  |

| 24 marzo 1991 24ª giornata | Pro Cavese | 1 – 0 | Castel di Sangro |  |

| 30 marzo 1991 25ª giornata | Celano | 0 – 0 | Pro Cavese |  |

| 7 aprile 1991 26ª giornata | Pro Cavese | 3 – 3 | Enna |  |

| 14 aprile 1991 27ª giornata | Latina | 2 – 1 | Pro Cavese |  |

| 28 aprile 1991 28ª giornata | Ischia Isolaverde | 1 – 0 | Pro Cavese |  |

| 5 maggio 1991 29ª giornata | Pro Cavese | 0 – 0 | Turris |  |

| 12 maggio 1991 30ª giornata | Sangiuseppese | 1 – 1 | Pro Cavese |  |

| 19 maggio 1991 31ª giornata | Pro Cavese | 0 – 2 | Formia |  |

| 26 maggio 1991 32ª giornata | Lodigiani | 1 – 0 | Pro Cavese |  |

| 2 giugno 1991 33ª giornata | Pro Cavese | 1 – 1 | Potenza |  |

| 9 giugno 1991 34ª giornata | Vigor Lamezia | 0 – 3 | Pro Cavese |  |